# Axel Andersson i Kroken
Axel Andersson (i riksdagen kallad Andersson i Kroken), född 28 augusti 1864 i Ödskölts socken, död där 9 mars 1947, var en svensk lantbrukare och politiker (frisinnad). 
Axel Andersson, som kom från en bondesläkt, var lantbrukare i Kroken i Ödskölts socken. Han var riksdagsledamot i andra kammaren 1922–1924 för Älvsborgs läns norra valkrets. I riksdagen tillhörde han Frisinnade landsföreningens riksdagsgrupp Liberala samlingspartiet, och anslöt sig efter den liberala partisprängningen till Frisinnade folkpartiet. Han var bland annat suppleant i andra kammarens första och andra tillfälliga utskott 1922–1924.